# Styrax bashanensis
Styrax bashanensis là một loài thực vật có hoa trong họ Bồ đề. Loài này được S.Z. Qu & K.Y. Wang miêu tả khoa học đầu tiên năm 1989.